# Страшні слова, коли вони мовчать
«Страшні слова, коли вони мовчать» — вірш української поетеси Ліни Костенко.

## Характеристика
За жанром належить до медитативної лірики.
Написаний у три строфи п'ятистопним ямбом. Використано трикратний анафоричний повтор на початку твору як стилістичний прийом градації.
Перша строфа твору є вихідною точкою роздуму. Друга строфа — розгортання теми, лірична аргументація. Третя строфа — підсумок.
Використані антитези (краса й потворність), оксюморон (слова — мовчать), епітети (страшні слова), метафори (хтось ними плакав, мучився, болів), повтори, алітерація.

## Історія
Написаний 1977 року. Увійшов до збірки «Над берегами вічної ріки».